# Faiz Khaleed
Faiz bin Khaleed (* 15. September 1980 in Kuala Lumpur, Malaysia) ist ein malaysischer Zahnarzt und ehemaliger Raumfahreranwärter.
Er studierte Zahnmedizin an der St. John’s Institution in Kuala Lumpur. Faiz Khaleed ist als Zahnarzt bei der Malaysischen Luftwaffe angestellt und wurde am 22. Oktober 2007 zum Major befördert.
Am 9. September 2006 wurde er im Rahmen des Raumfahrtprogramms Angkasawan für die Mannschaft von Sojus TMA-11 ausgewählt. Zusammen mit dem späteren ersten malaysischen Raumfahrer, dem Arzt Sheikh Muszaphar Shukor, begann er im Oktober 2006 sein Kosmonautentraining.

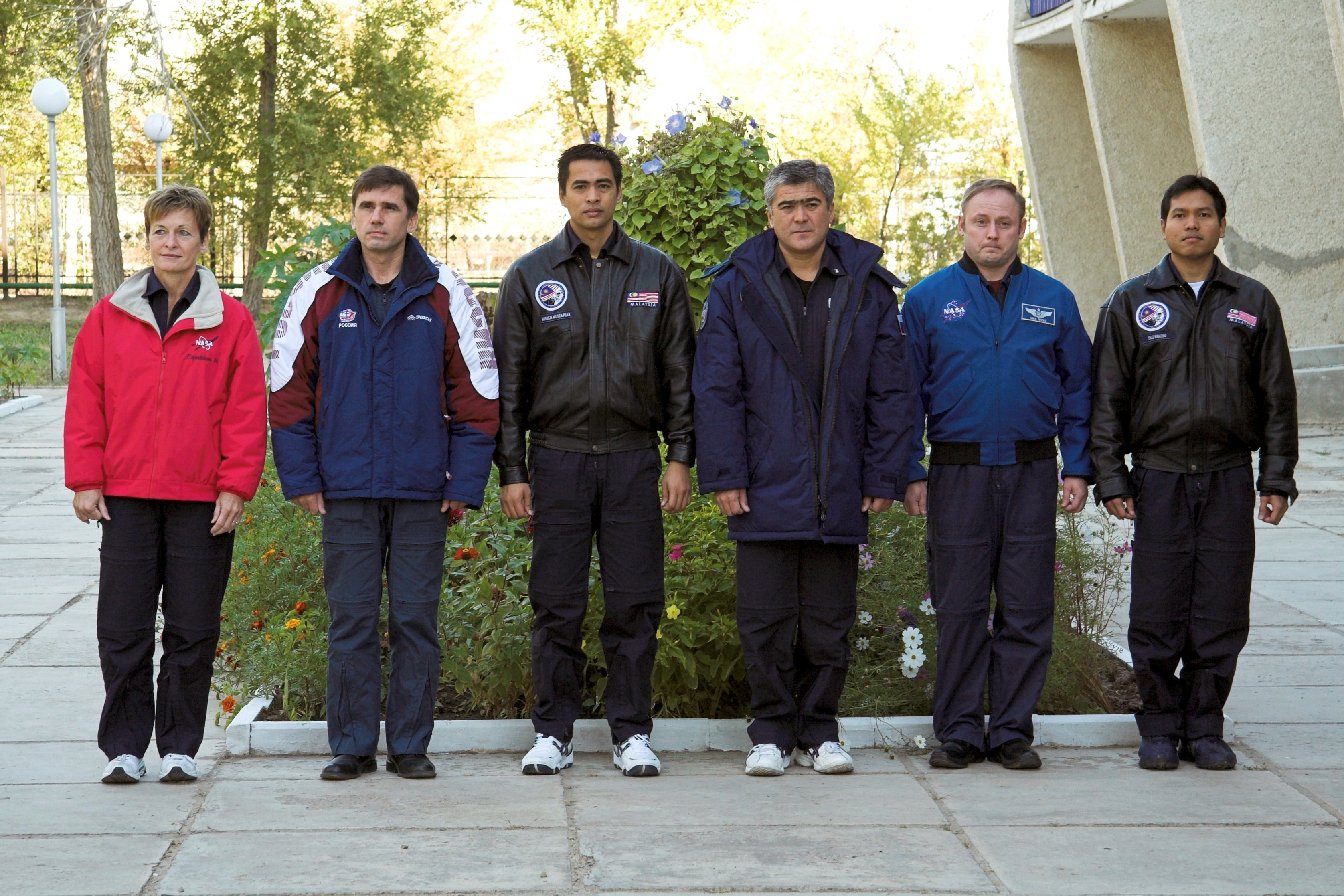
Die Primär- und Backupcrew der Sojus TMA-11 Mission mit Faiz Khaleed rechts.

Faiz könnte noch zu einem Raumflug kommen, wenn Malaysia sich dazu entscheidet, einen weiteren Raumflug durchzuführen.

## Belege
1. ↑  RIA Novosti: Malaysia nennt den ersten Kosmonauten des Landes und sein Double
2. ↑  RIA Novosti: Raumfahrttraining: Russisch für ersten Kosmonauten aus Malaysia
3. ↑  Malaysia to launch second space mission. Abgerufen am 1. Mai 2013 (englisch).

| Personendaten    | Personendaten                   |
| ---------------- | ------------------------------- |
| NAME             | Faiz Khaleed                    |
| ALTERNATIVNAMEN  | Faiz bin Khaleed                |
| KURZBESCHREIBUNG | malaysischer Raumfahreranwärter |
| GEBURTSDATUM     | 15. September 1980              |
| GEBURTSORT       | Kuala Lumpur                    |